# Ulakanthura namoo
Ulakanthura namoo is een pissebed uit de familie Leptanthuridae. De wetenschappelijke naam van de soort is voor het eerst geldig gepubliceerd in 1978 door Gary C.B. Poore.